# Nigel Quashie
Nigel Francis Quashie (Southwark, 20 luglio 1978) è un ex calciatore inglese naturalizzato scozzese, di ruolo centrocampista.

## Biografia
Quashie è nato in Inghilterra da madre inglese e padre ghanese.

## Carriera

### Nazionale
A livello internazionale, dopo avere militato nell'under-21 e nella nazionale B inglese, ha scelto di rappresentare la Scozia, la nazione di suo nonno.

## Palmarès

### Club

#### Competizioni nazionali
- Football League Championship: 2

Portsmouth: 2002-2003
Wolverhampton: 2008-2009